# Panajótisz Kermanidisz
Panajótisz Kermanidisz (Zgorzelec, 1950. július 12. –) görög labdarúgó, edző.

## Pályafutása
Kermanidisz 1950. július 12-én született a lengyelországi Zgorzelecben, ahonnan később családjával Magyarországra költöztek. A Budapesti Kőolaj és a Kistext csapataiban kezdett el futballozni, majd 1971-ben szerződtette őt az akkor élvonalbeli MTK csapata, melynek színeiben 1971 és 1973 között tizennégy bajnoki mérkőzésen két gólt szerzett. 1973-ban a görög élvonalbeli PAÓK csapata igazolta le egymillió forintért. A PAÓK csapatában 1973 és 1981 között kétszázharminchárom bajnoki mérkőzésen hatvan gólt szerzett, amellyel a görög klub történetének nyolcadik legjobb góllövője. 1974-ben görög kupát, 1976-ban pedig Lóránt Gyula irányítása alatt görög bajnoki címet ünnepelhetett. Később a Makedonikos Neapolis és a FAS Naousa csapataiban is futballozott, utóbbi csapatból 1986-ban vonult vissza, később pedig edzősködött.

## Sikerei, díjai
- PAOK Szaloniki:
- Görög bajnok: 1976
- Görög kupagyőztes: 1974